# Laurent Favre (homme d'affaires)
Pour les articles homonymes, voir Favre.
Laurent Favre, né en septembre 1971, est un ingénieur et homme d’affaires français, directeur général et administrateur du groupe OPmobility, anciennement Plastic Omnium, depuis le 1er janvier 2020.

## Formation
Ingénieur de formation, Laurent Favre est diplômé de l’École Supérieure des Techniques Aéronautiques et de Construction Automobile (ESTACA).

## Carrière
Laurent Favre commence sa carrière en Allemagne dans le secteur automobile. Il occupe pendant 23 ans différentes responsabilités dans les entreprises ThyssenKrupp, ZF ainsi que Benteler, dont il a été directeur général de la division automobile,.
Le 1er janvier 2020, Laurent Favre est nommé administrateur et directeur général d’OPmobility, prenant ainsi la succession de Laurent Burelle qui devient président non exécutif du Groupe,,.
Entre 2023 et 2024, dans un contexte d’investissements d’OPmobility dans l’hydrogène, il annonce la construction d’usines de système de stockage d’hydrogène aux États-Unis et en France, ainsi que la mise en œuvre d’un contrat avec le chinois CRCC pour l’équipement de tramway en hydrogène,.
En mars 2024, il initie, avec Laurent Burelle et Félicie Burelle, le changement de nom et d'identité visuelle du Groupe, dans l'objectif de faire valoir la diversification des activités d’OPmobility (hydrogène, électrification, éclairage, logiciel, etc.),,.
Toujours en 2024, Laurent Favre fait savoir qu’il s’engage dans des relais de croissance du Groupe à l’international, notamment en Amérique du Nord, en Chine et en Inde,.

## Autres fonctions
En septembre 2023, Laurent Favre devient président du Club économique franco-allemand.
Il est également nommé administrateur d’Imerys en mai 2024.

## Prise de position
Laurent Favre fait savoir l’utilité de l’exploitation de l’hydrogène blanc, forme d’hydrogène disponible à l’état naturel et qui ne nécessite pas de traitement lourd contrairement à l’hydrogène vert ou gris,.